# Diocesi di Ndalatando
La diocesi di Ndalatando (in latino Dioecesis Ndalatandensis) è una sede della Chiesa cattolica in Angola suffraganea dell'arcidiocesi di Malanje. Nel 2023 contava 265.000 battezzati su 548.485 abitanti. È retta dal vescovo Almeida Kanda.

## Territorio
La diocesi comprende la provincia di Cuanza Nord in Angola.
Sede vescovile è la città di N'dalatando, dove si trova la cattedrale di San Giovanni Battista.
Il territorio è suddiviso in 13 parrocchie.

## Storia
La diocesi è stata eretta il 26 marzo 1990 con la bolla Peculiari quidem di papa Giovanni Paolo II, ricavandone il territorio dall'arcidiocesi di Luanda, di cui originariamente era suffraganea.
Il 12 aprile 2011 è entrata a far parte della provincia ecclesiastica dell'arcidiocesi di Malanje.

## Cronotassi dei vescovi
Si omettono i periodi di sede vacante non superiori ai 2 anni o non storicamente accertati.
- Pedro Luís Guido Scarpa, O.F.M.Cap. † (26 marzo 1990 - 23 luglio 2005 ritirato)
- Almeida Kanda (Canda), dal 23 luglio 2005

## Statistiche
La diocesi nel 2023 su una popolazione di 548.485 persone contava 265.000 battezzati, corrispondenti al 48,3% del totale.
| anno | popolazione | popolazione | popolazione | presbiteri | presbiteri | presbiteri | presbiteri                | diaconi | religiosi | religiosi | parrocchie |
| anno | battezzati  | totale      | %           | numero     | secolari   | regolari   | battezzati per presbitero | diaconi | uomini    | donne     | parrocchie |
| ---- | ----------- | ----------- | ----------- | ---------- | ---------- | ---------- | ------------------------- | ------- | --------- | --------- | ---------- |
| 1990 | 90.000      | 230.000     | 39,1        | 15         |            | 15         | 6.000                     |         | 18        | 23        | 6          |
| 1999 | 193.950     | 408.600     | 47,5        | 20         | 1          | 19         | 9.697                     |         | 26        | 53        | 8          |
| 2000 | 193.950     | 408.600     | 47,5        | 17         | 1          | 16         | 11.408                    |         | 24        | 48        | 8          |
| 2001 | 193.500     | 400.000     | 48,4        | 17         | 2          | 15         | 11.382                    |         | 21        | 46        | 8          |
| 2002 | 163.000     | 359.000     | 45,4        | 16         | 2          | 14         | 10.187                    |         | 19        | 44        | 8          |
| 2003 | 163.000     | 359.000     | 45,4        | 19         | 4          | 15         | 8.578                     |         | 22        | 47        | 8          |
| 2004 | 189.100     | 359.000     | 52,7        | 21         | 5          | 16         | 9.004                     |         | 22        | 49        | 8          |
| 2013 | 225.617     | 443.000     | 50,9        | 24         | 7          | 17         | 9.400                     |         | 24        | 67        | 9          |
| 2016 | 236.003     | 479.609     | 49,2        | 28         | 8          | 20         | 8.428                     |         | 25        | 68        | 9          |
| 2019 | 244.962     | 513.450     | 47,7        | 41         | 22         | 19         | 5.974                     |         | 27        | 63        | 10         |
| 2021 | 249.550     | 516.500     | 48,3        | 36         | 18         | 18         | 6.931                     |         | 28        | 63        | 13         |
| 2023 | 265.000     | 548.485     | 48,3        | 40         | 21         | 19         | 6.625                     |         | 28        | 62        | 13         |